# Ceratina gravidula
Ceratina gravidula är en biart som beskrevs av Carl Eduard Adolph Gerstäcker 1869. Den ingår i släktet märgbin och familjen långtungebin. Inga underarter finns listade i Catalogue of Life.

## Beskrivning
Ceratina gravidula är ett litet bi, arterna i dess undersläkte, Euceratina, har en kroppslängd mellan 6 och 12 mm. Arten har blå, metallglänsande färg; sterniterna är dock svarta.

## Utbredning
Arten är som vanligast i södra Frankrike och Italien, men förekommer i större delen av centrala och södra Europa, dock med undantag av medelhavsöarna förutom Sicilien och Malta. Norrut når den till Frankrike, Tyskland och Ungern, österut till Rumänien, Ukraina och sydvästra Ryssland, samt sydöst till Turkiet.

## Ekologi
Habitatet utgörs av buskskog av macchiakaraktär, stäpper och skogsbryn. Den förekommer även i glesare bebodda, människopåverkade miljöer, som byar och förorter. I alperna når den upp till 2 000 m.
Arten är polylektisk, den lever på blommande växter från många olika familjer. Främst besöker den klintsläktet i familjen korgblommiga växter, men den flyger även till gräsfibblesläktet och hökfibblesläktet i samma familj, flockblommiga växter som fältmartorn, strävbladiga växter som snokörtssläktet, väddväxter som fältväddssläktet, kransblommiga växter som lavendelsläktet samt rosväxter som fingerörtssläktet och hallonsläktet.
Ceratina gravidula får en generation per år; honorna är främst aktiva i juli, medan hanarnas aktivitetsperiod är mer jämnt utbredd från maj till september. Som alla märgbin gräver Ceratina gravidula ut sina larvbon i växtmärg, hos denna art troligtvis uteslutande i torra stammar hos hallonsläktet.

## Hotstatus
IUCN klassificerar arten som livskraftig ("LC"), och inga generella hot finns registrerade. I likhet med flera av  dess närmaste släktingar är arten i vissa avseenden en kulturföljare, eftersom dess boväxter, hallonsläktet, ofta förekommer i mänskliga bosättningsområden. Vissa mänskliga aktiviteter, som storskaligt lantbruk och vägunderhåll, då främst av vägrenar, kan emellertid minska artens bomöjligheter.